# 400 meter frisim för damer i simning vid olympiska sommarspelen 2004
Sammanställda resultaten för 400 meter frisim, damer vid de Olympiska sommarspelen 2004.

## Rekord
| Världs- och Olympiskt rekord | Janet Evans (USA) | Seoul, Sydkorea | 4.03,85 | 22 september 1988 |

## Medaljörer
| Guld:                     | Silver:                   | Brons:               |
| Laure Manaudou, Frankrike | Otylia Jędrzejczak, Polen | Kaitlin Sandeno, USA |

## Resultat
Från de 6 kvalheaten gick de 8 snabbaste tiderna vidare till final.
Alla tider visas i minuter och sekunder.

Q kvalificerad till nästa omgång

DNS startade inte.

DSQ markerar diskvalificerad eller utesluten.

### Kval

#### Heat 1
1. Paola Duguet, Colombia 4.20,69
2. Golda Marcus, El Salvador 4.22,27
3. Pilin Tachakittiranan, Thailand 4.23,62
4. Ozlem Yasemin Taskin, Turkiet 4.24,08
5. Ivanka Moralieva, Bulgarien 4.25,92
6. Anita Galic, Kroatien 4.26,09

#### Heat 2
1. Cecilia Elizabeth Biagioli, Argentina 4.16,42
2. Anja Carman, Slovenien 4.17,79
3. Kristel Kobrich, Chile 4.18,68
4. Vesna Stojanovska, Makedonien 4.19,39
5. Janelle Atkinson, Jamaica 4.20,00
6. Rebecca Linton, Nya Zeeland 4.21,58
7. Eun-Ju Ha, Sydkorea 4.21,65
8. Olga Beresnjeva, Ukraina 4.26,30

#### Heat 3
1. Camelia Potec, Rumänien 4.07,39 Q
2. Ai Shibata, Japan 4.07,63 Q
3. Linda Mackenzie, Australien 4.08,46 Q
4. Claudia Poll Ahrens, Costa Rica 4.09,75
5. Zoi Dimoschaki, Grekland 4.13,96
6. Joanne Jackson, Storbritannien 4.14,89
7. Arantxa Ramos, Spanien 4.16,52
8. Kristyna Kynerova, Tjeckien 4.21,12

#### Heat 4
1. Otylia Jędrzejczak, Polen 4.07,11 Q
2. Rebecca Cooke, Storbritannien 4.08,18 Q
3. Kaitlin Sandeno, USA 4.08,22 Q
4. Kalyn Keller, USA 4.09,83
5. Eva Risztov, Ungern 4.12,08
6. Hua Chen, Kina 4.12,.67
7. Erika Villaecija, Spanien 4.13,03
8. Daria Parsjina, Ryssland 4.18,24

#### Heat 5
1. Laure Manaudou, Frankrike 4.06,76 Q
2. Sachiko Yamada, Japan 4.09,10 Q
3. Simona Paduraru, Rumänien 4.10,39
4. Hannah Stockbauer, Tyskland 4.10,46
5. Elka Graham, Australien 4.11,67
6. Jiaying Pang, Kina 4.11,81
7. Brittany Reimer, Kanada 4.12,33
8. Monique Ferreira, Brasilien 4.13,75

### Final
1. Laure Manaudou, France 4.05,34 Europeiskt rekord
2. Otylia Jędrzejczak, Poland 4.05,84
3. Kaitlin Sandeno, USA 4.06,19
4. Camelia Potec, Rumänien 4.06,34
5. Ai Shibata, Japan 4.07,51
6. Sachiko Yamada, Japan 4.10,91
7. Linda Mackenzie, Australien 4.10,92
8. Rebecca Cooke, Storbritannien 4.11,35

## Tidigare vinnare

### OS
- 1896  - 1920: Ingen tävling
- 1924 i Paris: Martha Norelius, USA – 6.02,2
- 1928 i Amsterdam: Martha Norelius, USA – 5.42,8
- 1932 i Los Angeles: Helene Madison, USA – 5.28,5
- 1936 i Berlin: Rik Mastenbroek, Nederländerna – 5.26,4
- 1948 i London: Ann Curtis, USA – 5.17,8
- 1952 i Helsingfors: Vaéria Gyenge,Ungern – 5.12,1
- 1956 i Melbourne: Lorraine Crapp, Australien – 4.54,6
- 1960 i Rom: Christine von Saltza, USA – 4.50,6
- 1964 i Tokyo: Virginia Duenkel, USA – 4.43,3
- 1968 i Mexico City: Debbie Meyer, USA – 4.31,8
- 1972 i München: Shane Gould, Australien – 4.19,04
- 1976 i Montréal: Petra Thümer, DDR – 4.09,89
- 1980 i Moskva: Ines Diers, DDR – 4.08,76
- 1984 i Los Angeles: Tiffany Cohen, USA – 4.07,10
- 1988 i Seoul: Janet Evans, USA – 4.03,85
- 1992 i Barcelona: Dagmar Hase, Tyskland – 4.07,18
- 1996 i Atlanta: Michelle Smith, Irland – 4.07,25
- 2000 i Sydney: Brooke Bennett, USA – 4.05,80

### VM
- 1973 i Belgrad: Heather Greenwood, USA – 4.20,28
- 1975 i Cali, Colombia: Shirley Babashoff, USA – 4.22,70
- 1978 i Berlin: Tracey Wickham, Australien – 4.06,28
- 1982 i Guayaquil, Ecuador: Carmela Schmidt, DDR – 4.08,98
- 1986 i Madrid: Heike Friedrich, DDR – 4.07,45
- 1991 i Perth: : Janet Evans, USA – 4.08,63